# Peyton Elizabeth Lee
Pour les articles homonymes, voir Lee.
Peyton Elizabeth Lee est une actrice américaine née le 22 mai 2004 à New York.
Après quelques apparitions à la télévision, elle se fait connaître et gagne en notoriété à partir de 2017, dans le rôle-titre de la série télévisée de Disney Channel, Andi.

## Biographie
Elle est la fille de l’acteur d’origine chinoise Andrew Tinpo Lee et d’une mère américaine, Jennifer Dormer Lee, qui exerce la profession de psychologue. Elle a une sœur aînée et un frère cadet,,.
Née à New York, elle s’installe ensuite avec sa famille à Manhattan Beach, en Californie,. En 2014, elle suit une formation d’actrice dans deux studios à Los Angeles.

## Carrière
À l’âge de 11 ans, elle apparaît dans la série Scandal avec le personnage de Violet. L’année suivante, elle interprète une fille soldat dans trois épisodes de Shameless.
En 2017, elle obtient le rôle principal de la nouvelle série de Disney Channel, Andi,. Elle incarne Andi Mack, une jeune fille de 13 ans qui traverse l’adolescence et ses remous en gardant toujours le sourire malgré la découverte d’un secret difficile à porter. La série est très bien accueillie par le public, recevant jusqu’à 92 % de critiques positives.
La productrice, Terri Minsky (en), a déclaré à l’intention de la jeune actrice : « Quand Peyton Elizabeth Lee est entrée dans la pièce, Andi a cessé de n’être qu’un personnage de papier. Je n’oublierai jamais ce moment magique où j’ai rencontré la jeune fille que j’avais imaginée. C’est en la voyant que j’ai vraiment compris qui était Andi ».
Le 9 janvier 2018, il est annoncé que Peyton Elizabeth Lee rejoint la série animée de Disney Junior, La Garde du Roi lion, en prêtant sa voix à Rani dans sept à neuf épisodes de la troisième saison. À l’automne de la même année, elle participe au vidéoclip Legendary, l’hymne de Disney Channel qui réunit une vingtaine de talents féminins de la chaîne, dont Jenna Ortega, Sofia Wylie et Madison Hu.
La jeune actrice a également figuré dans plusieurs publicités pour différents établissements, notamment Sprint, J. C. Penney et Carnival Cruise Lines. Elle a participé en tant que danseuse à The Hot Chocolate Nutcracker et The Oscar Concert (nl),.

## Filmographie

### En tant qu'actrice
Longs métrages
- Prochainement : Brian de Will Ropp

#### Courts métrages
- 2018 : Disney Channel Stars : Legendary : elle même

#### Téléfilms
- 2020 : Société secrète de la royauté de Anna Mastro : Sam
- 2023 : Un bal pour Harvard de Anya Adams et Anthony Lombardo : Mandy Yang (co productrice)

#### Séries télévisées
- 2015 : Scandal de Shonda Rhimes : Violet (un épisode)
- 2016 : Shameless de Paul Abbott : fille soldat (trois épisodes)
- 2017 - 2019 : Andi de Terri Minsky : Andi Mack
- 2019 : Stumptown de Jason Richman : Alyssa Frank (un épisode)
- 2021 : Docteure Doogie de Kourtney Kang : Lahela « Doogie » Kamealoha
- 2024 : Carved de Justin Harding : Kira

#### Clips
- 2017 : Disney Channel Stars : DuckTales Theme Song
- 2018 : Getaway de Asher Angel

### En tant que réalisatrice
Courts métrages
- prochainement : Fu (également scénariste et productrice)

## Doublage

### Cinéma
- 2026 : Wildwood de Travis Knight : Prue McKeel

### Télévision
- 2018 : La Garde du Roi lion de Howy Parkins : Rani
- 2022 : Robot Chicken de Seth Green : Sharon Spitz, Gretchen Grundler